# قیفک شقایق
قیفک شقایق (نام علمی: Conus anemone) نام یک گونه از سرده قیفک‌ها است.